# 人と違って何が悪いっていうの?
「人と違って何が悪いっていうの?」（ひととちがってなにがわるいっていうの）は、2023年8月23日に発売されたPipping Hotの3rdシングル。

## 概要
作詞、作曲、MV制作を元Non Stop Rabbit の田口達也が手掛ける。
タイトルはメンバーが考案。
メンバーは有光陽稀、雫月Lee、八雲杏、逢坂朔玖、碇たくみ。

## 収録曲
テイチクレコード公式サイト内の紹介ページによる。

### 初回限定盤A
CD
1. 人と違って何が悪いっていうの?
  - 作詞・作曲：田口達也
  - 編曲：佐久間誠
2. イージーGO!!
  - 作詞・作曲：阿久津健太郎
  - 編曲：佐久間誠

DVD
- 「人と違って何が悪いっていうの?」Music Video

### 初回限定盤B
CD
1. 人と違って何が悪いっていうの?
2. イージーGO!!

DVD
- 「人と違って何が悪いっていうの?」Making Movie

### 通常盤
1. 人と違って何が悪いっていうの?
2. イージーGO!!
3. Get Back
  - 作詞・作曲：阿久津健太郎
  - 編曲：佐久間誠
4. 人と違って何が悪いっていうの?（Instrumental）
5. イージーGO!!（Instrumental）
6. Get Back（Instrumental）